# Barisia imbricata
El lagarto alicante de las montañas (Barisia imbricata) es una lagartija de la familia Anguidae. Es una especie endémica de México con una distribución bastante amplia la cual ocupa diversas regiones montañosas, desde el sur de Chihuahua al norte hasta el centro de Oaxaca en el Sur. Se encuentra Sujeta a Protección Especial (Pr) por la NOM-059-SEMARNAT-2010.

## Descripción
El lagarto alicante de las montañas es de tamaño moderadamente grande que se caracteriza de las demás especies del género por presentar el siguiente conjunto de características de escamación y coloración (Good, 1988; Guillette & Smith, 1982; Zaldívar-Riverón, 2000): tres o cuatro superciliares; elemento cantoloreal no dividido o dividido en dos de manera horizontal; de 34 a 45 hileras transversales de dorsales; supranasal fusionada con la postnasal superior; de 8 a 10 hileras de nucales; una sola occipital; coloración dorsal en los adultos con una evidente variación sexual y geográfica, generalmente los machos adultos con un color dorsal que varía de café pardusco a verde olivo inmaculado, mientras que las hembras adultas varían de verde olivo inmaculado a café pardusco con un patrón de bandas verticales oscuras. La taxonomía se ha investigado en diversos estudios, tanto a nivel de morfología externa (Tihen, 1949 a,b; Waddick & Smith, 1974; Guillette & Smith, 1982; Good, 1988), osteología (Criley, 1968; Good, 1987), como a nivel molecular (Zaldívar-Riverón, 2000). Recientemente se ha hecho evidente es considerada como politípica y de amplia distribución, en realidad representa un taxón compuesto por varias especies (Zaldívar-Riverón, 2000). No obstante esto, a la fecha cuatro subespecies se reconocen aún para B. imbricata: Barisia i. imbricata, B. i. jonesi, B. i. planifrons, y B. i. ciliaris (Guillette & Smith, 1982; Good, 1988).
Las hembras de Barisia imbricata tienen un ciclo reproductivo anual del tipo verano otoño, dando a luz crías vivas en los meses de abril a junio (Guillette & Smith, 1982; Zaldívar-Riverón, 2001, personal). El tamaño de camada en esta especie, determinado por el número de huevos en el útero y de embriones presentes varía de 6 a 10 (Guillette & Smith, 1982), aunque al parecer puede alcanzar hasta 15 (Zaldívar-Riverón, 2001, personal).
Esta especie es primariamente insectívora, es decir, come insectos; aunque también suele alimentarse de crías de otras de especies de lagartijas tales como Sceloporus grammicus y S. aeneus (Guillette & Smith, 1982).

## Distribución
Es una especie endémica de México con una distribución bastante amplia la cual ocupa diversas regiones montañosas, desde el sur de Chihuahua al norte hasta el centro de Oaxaca en el Sur. Esta especie se ha registrado para los estados de Chihuahua, Durango, Coahuila, Tamaulipas, San Luis Potosí, Zacatecas, Aguascalientes, Guanajuato, Jalisco, Puebla, Veracruz, Tlaxcala, Hidalgo, Querétaro, Estado de México, D. F., Morelos, Nuevo León,y Michoacán (Tihen, 1949; Guillette & Smith, 1982; Good, 1988; Lemos-Espinal et al., 2000).

## Ambiente
Esta especie habita principalmente en zonas con climas templados húmedos y templados subúmedos, en altitudes que varían de los 2100 a los 4000 m s. n. m. (Guillette & smith, 1982).
Es de hábitos preferentemente terrestres (Zaldivar-Riverón, 200, personal). Esta especie parece tolerar bien las alteraciones hechas a su hábitat original ya que se le suele encontrar debajo de cortezas de árboles y troncos tirados en zonas de cultivo y claros de terreno cercanos al bosque (Zaldivar-Riverón, 2001, personal).
Posee una distribución muy amplia la cual abarca diversas zonas templadas del país, desde el sur de Chihuahua hasta el centro de Oaxaca (Guillette & Smith, 1982; Good, 1988; Lemos-Espinal et al., 2000). Debido a esta amplia distribución, diversas de las zonas en donde habita esta especie se encuentra en buen estado de conservación. Además, B. imbricata parece tolerar bien las alteraciones hechas a su hábitat original, ya que se le suele encontrar frecuentemente en campos de cultivo o claros de bosque (Zaldivar-Riverón, 2001, personal).
Debido a su amplia distribución, existen diversas zonas donde ocurre esta especie que se encuentran en un aceptable estado de conservación y que pueden ser consideradas como refugios. Entre dichas zonas se encuentran las siguientes regiones terrestres prioritarias en México propuestas Arriaga et al. (2000): Pueblo Nuevo, Estado de México; Manantlán-Volcán de Colima, Jalisco-Colima; Sierra Fría; El Potosí-Cumbres de Monterrey; Sierra de Álvarez; Sierras de Santa-Bárbara-Santa Rosa, Guanajuato; Cerro Zamorano, Querétaro; La Malinche, Tlaxcala; Ajusco-Chichinautzin, Distrito Federal, Morelos; Nevado de Toluca, Estado de México; Tancítaro y Sierra de Coalcomán, Michoacán; Valle de Tehuacán-Cuicatlán, Puebla-Oaxaca; Pico de Orizaba-Cofre de Perote, Veracruz; y las Sierras del Norte de Oaxaca-Mixe, Oaxaca.
El lagarto alicante de montaña vive en hábitat de bosque mesófilo de montaña, bosque de quercus, y bosque de pino. habita principalmente en regiones elevadas con bosques de tipo templado (Quercus, Pinus-Quercus, Liquidambar, bosque mesófilo de montaña) (Zaldivar-Riverón, 2001, personal).

## Historia natural
No existe ningún antecedente sobre el estado de la especie. Barisia imbricata es una de las especies de ánguidos mexicanos más conspicuas. Lo anterior se puede constatar en el mayor conocimiento biológico que se tiene de esta especie. Sin embargo, casi la totalidad de los estudios realizados para B. imbricata han sido de tipo taxonómico (i. e., Tihen, 1949 a, b; Guillette & Smith, 1982; Good, 1988) y sobre sus aspectos reproductivos (i., e., Guillette & Smith, 1982).
B. imbricata tiene un modo de reproducción vivíparo (Guillette and Casas-Andreu, 1987).

## Relevancia
Barisia imbricata es una de las especies de ánguidos con más amplia distribución en México. No obstante, estudios taxonómicos recientes a nivel molecular han puesto en evidencia que esta especie politípica representa en realidad un taxón compuesto por varias especies (Zaldívar-Riverón, 2000). El posterior cambio en la categoría taxonómica de varias de las poblaciones de Barisia imbricata permitirá revaluar el estatus de conservación de cada una de las especies que integran este complejo.

## Factores de riesgo
Entre los principales factores de riesgo para la especie en varias zonas de su distribución destacan el cambio de uso de suelo para la práctica de actividades agrícolas y ganaderas, la tala inmoderada, así como su exterminio debido a la falsa creencia de que estas lagartijas son venenosas (Zaldívar-Riverón, 2001, personal).